# USA's Grand Prix 2022
USA's Grand Prix 2022 (officielt navn: Formula 1 Aramco United States Grand Prix 2022) var et Formel 1-løb, som blev kørt den 23. oktober 2022 på Circuit of the Americas i Austin, Texas, USA. Det var det nittende løb i Formel 1-sæsonen 2022.
Resultatet af ræset betød, at Red Bull Racing hermed vandt konstruktørmesterskabet for 2022-sæsonen.

## Kvalifikation
| Pos.               | Nr. | Kører             | Konstruktør           | Del 1    | Del 2    | Del 3    | Grid |
| ------------------ | --- | ----------------- | --------------------- | -------- | -------- | -------- | ---- |
| 1                  | 55  | Carlos Sainz, Jr. | Ferrari               | 1.35,297 | 1.35,590 | 1.34,356 | 1    |
| 2                  | 16  | Charles Leclerc   | Ferrari               | 1.35,795 | 1.35,246 | 1.34,421 | 121  |
| 3                  | 1   | Max Verstappen    | Red Bull Racing-RBPT  | 1.35,864 | 1.35.294 | 1.34,448 | 2    |
| 4                  | 11  | Sergio Pérez      | Red Bull Racing-RBPT  | 1.36,163 | 1.35,864 | 1.34,645 | 92   |
| 5                  | 44  | Lewis Hamilton    | Mercedes              | 1.36,148 | 1.35,732 | 1.34,947 | 3    |
| 6                  | 63  | George Russell    | Mercedes              | 1.36,195 | 1.35,692 | 1.34,988 | 4    |
| 7                  | 18  | Lance Stroll      | Aston Martin-Mercedes | 1.36,860 | 1.36,032 | 1.35,598 | 5    |
| 8                  | 4   | Lando Norris      | McLaren-Mercedes      | 1.36,465 | 1.36,341 | 1.35,690 | 6    |
| 9                  | 14  | Fernando Alonso   | Alpine-Renault        | 1.36,446 | 1.35,988 | 1.35,876 | 142  |
| 10                 | 77  | Valtteri Bottas   | Alfa Romeo-Ferrari    | 1.36,746 | 1.36,321 | 1.36,319 | 7    |
| 11                 | 23  | Alexander Albon   | Williams-Mercedes     | 1.36,932 | 1.36,368 | N/A      | 8    |
| 12                 | 5   | Sebastian Vettel  | Aston Martin-Mercedes | 1.36,695 | 1.36,398 | N/A      | 10   |
| 13                 | 10  | Pierre Gasly      | AlphaTauri-RBPT       | 1.36,577 | 1.36,740 | N/A      | 11   |
| 14                 | 24  | Zhou Guanyu       | Alfa Romeo-Ferrari    | 1.36,656 | 1.36,970 | N/A      | 182  |
| 15                 | 22  | Yuki Tsunoda      | AlphaTauri-RBPT       | 1.36,808 | 1.37,147 | N/A      | 193  |
| 16                 | 20  | Kevin Magnussen   | Haas-Ferrari          | 1.36,949 | N/A      | N/A      | 13   |
| 17                 | 3   | Daniel Ricciardo  | McLaren-Mercedes      | 1.37,046 | N/A      | N/A      | 15   |
| 18                 | 31  | Esteban Ocon      | Alpine-Renault        | 1.37,068 | N/A      | N/A      | PL4  |
| 19                 | 47  | Mick Schumacher   | Haas-Ferrari          | 1.37,111 | N/A      | N/A      | 16   |
| 20                 | 6   | Nicholas Latifi   | Williams-Mercedes     | 1.37,244 | N/A      | N/A      | 17   |
| 107%-tid: 1.41,968 |     |                   |                       |          |          |          |      |
| Kilde:             |     |                   |                       |          |          |          |      |

Noter:
↑1 - Charles Leclerc fik en 10-plads straf for at have udskiftet dele af motoren i hans bil.
↑2 - Sergio Pérez, Fernando Alonso og Zhou Guanyu blev givet en 5-plads straf for at udskifte dele af motoren i deres biler.
↑3 - Yuki Tsunoda blev givet en 5-plads straf for at udskifte dele af sin gearkasse.
↑4 - Esteban Ocon måtte starte fra pit lane efter at have udskiftet dele af sin motor under parc fermé.

## Resultat
| Pos.                                                               | Nr. | Kører             | Konstruktør           | Omgange | Tid/Udgået  | Startpos. | Point |
| ------------------------------------------------------------------ | --- | ----------------- | --------------------- | ------- | ----------- | --------- | ----- |
| 1                                                                  | 1   | Max Verstappen    | Red Bull Racing-RBPT  | 56      | 1:42.11,687 | 2         | 25    |
| 2                                                                  | 44  | Lewis Hamilton    | Mercedes              | 56      | +5,023      | 3         | 18    |
| 3                                                                  | 16  | Charles Leclerc   | Ferrari               | 56      | +7,501      | 12        | 15    |
| 4                                                                  | 11  | Sergio Pérez      | Red Bull Racing-RBPT  | 56      | +8,293      | 9         | 12    |
| 5                                                                  | 63  | George Russell    | Mercedes              | 56      | +44,815     | 4         | 111   |
| 6                                                                  | 4   | Lando Norris      | McLaren-Mercedes      | 56      | +53,785     | 6         | 8     |
| 7                                                                  | 14  | Fernando Alonso   | Alpine-Renault        | 56      | +55,0785    | 14        | 6     |
| 8                                                                  | 5   | Sebastian Vettel  | Aston Martin-Mercedes | 56      | +1.05,354   | 10        | 4     |
| 9                                                                  | 20  | Kevin Magnussen   | Haas-Ferrari          | 56      | +1.05,834   | 13        | 2     |
| 10                                                                 | 22  | Yuki Tsunoda      | AlphaTauri-RBPT       | 56      | +1.10,919   | 19        | 1     |
| 11                                                                 | 31  | Esteban Ocon      | Alpine-Renault        | 56      | +1.12,875   | PL        |       |
| 12                                                                 | 24  | Zhou Guanyu       | Alfa Romeo-Ferrari    | 56      | +1.16,164   | 18        |       |
| 13                                                                 | 23  | Alexander Albon   | Williams-Mercedes     | 56      | +1.20,0752  | 8         |       |
| 14                                                                 | 10  | Pierre Gasly      | AlphaTauri-RBPT       | 56      | +1.21,7633  | 11        |       |
| 15                                                                 | 47  | Mick Schumacher   | Haas-Ferrari          | 56      | +1.24,4904  | 16        |       |
| 16                                                                 | 3   | Daniel Ricciardo  | McLaren-Mercedes      | 56      | +1.30,487   | 15        |       |
| 17                                                                 | 6   | Nicholas Latifi   | Williams-Mercedes     | 56      | +1,43.5886  | 17        |       |
| Ret                                                                | 18  | Lance Stroll      | Aston Martin-Mercedes | 21      | Sammestød   | 5         |       |
| Ret                                                                | 77  | Valtteri Bottas   | Alfa Romeo-Ferrari    | 16      | Uheld       | 7         |       |
| Ret                                                                | 55  | Carlos Sainz, Jr. | Ferrari               | 1       | Sammestød   | 1         |       |
| Hurtigste omgang: George Russell (Mercedes) - 1.38,788 (omgang 56) |     |                   |                       |         |             |           |       |
| Kilde:                                                             |     |                   |                       |         |             |           |       |

Noter:
↑1 - Inkluderer point for hurtigste omgang.
↑2 - Alexander Albon blev givet en 5-sekunders straf for at køre af banen, og dermed få en fordel. Hans slutposition forblev uændret af straffen.
↑3 - Pierre Gasly blev givet en 10-sekunders straf for ikke at følge safety car proceduren korrekt. Som resultat af straffen gik hans slutposition fra 11. pladsen til 13. pladsen.
↑4 - Mick Schumacher blev givet en 5-sekunders straf for at køre ud over banens grænser. Hans slutposition forblev uændret af straffen.
↑5 - Fernando Alonso blev givet en 30-sekunders straf for at køre i en bil, som ikke var i en sikker tilstand. Som resultat af straffen gik hans slutposition fra 7. pladsen til 15. pladsen. Efter et appel fra Alpine-holdet, blev denne straf trukket tilbage, og han sluttede dermed på 7. pladsen.
↑6 - Nicholas Latifi blev givet en 5-sekunders straf for at tvinge Mick Schumacher af banen. Hans slutposition forblev uændret af straffen.

## Stilling i mesterskaberne efter løbet
| Pos. | Kører            | Point |
| ---- | ---------------- | ----- |
| 1    | Max Verstappen   | 391   |
| 2    | Charles Leclerc  | 267   |
| 3    | Sergio Pérez     | 265   |
| 4    | George Russell   | 218   |
| 5    | Carlos Sainz Jr. | 202   |

| Pos. | Konstruktør      | Point |
| ---- | ---------------- | ----- |
| 1    | Red Bull-RBPT    | 656   |
| 2    | Ferrari          | 469   |
| 3    | Mercedes         | 416   |
| 4    | Alpine-Renault   | 149   |
| 5    | McLaren-Mercedes | 138   |